# Pleospora paludiscirpi
Pleospora paludiscirpi är en svampart som beskrevs av E.G. Simmons 2001. Pleospora paludiscirpi ingår i släktet Pleospora och familjen Pleosporaceae.   Inga underarter finns listade i Catalogue of Life.